# Culacula
Die Culacula ist eine Keule von den Fidschi-Inseln.

## Beschreibung
Die Culacula ist etwa 100 cm lang, besteht aus einem Stück und hat einen abgeflachten Schlagkopf, dessen Ränder dünn und scharf ausgeschliffen sind. Das Culacula ähnelt in seiner Form einem Bootspaddel. Es gibt etliche  Versionen; darunter auch einige, die keinen abgeflachten, sondern einen kantigen, abgestuften Rand haben. Die Culacula wird von Ethnien auf den Fidschi-Inseln als Waffe und kultureller Gegenstand benutzt.